# Saison 2019 de l'équipe cycliste Lotto-Soudal
La saison 2019 de l'équipe cycliste Lotto-Soudal est la huitième de cette équipe.

## Préparation de la saison 2019

### Sponsors et financement de l'équipe
Depuis son lancement en 2012, l'équipe a pour principal sponsor la loterie nationale belge Lotto. L'entreprise Soudal, fabricant de mastics et silicones, est sponsor de l'équipe depuis 2013 et deuxième sponsor-titre depuis 2015. Ces deux sponsors principaux sont engagés jusque 2020.

### Arrivées et départs
L'intersaison est marqué par le départ du sprinter André Greipel, non-conservé par l'équipe à l'issue de la saison 2018. Il est remplacé par l'Australien Caleb Ewan. Il arrive de la formation australienne Mitchelton-Scott accompagné de son coéquipier allemand Roger Kluge. Le Britannique Adam Blythe fait son retour chez Lotto-Soudal, lui aussi pour aider Ewan,,.
| Arrivées              | Équipe 2018                   |
| --------------------- | ----------------------------- |
| Adam Blythe           | Aqua Blue Sport               |
| Rasmus Byriel Iversen | General Store Bottoli Zardini |
| Stan Dewulf           | Lotto-Soudal U23              |
| Caleb Ewan            | Mitchelton-Scott              |
| Carl Fredrik Hagen    | Joker-Icopal                  |
| Roger Kluge           | Mitchelton-Scott              |
| Brian van Goethem     | Roompot-Nederlandse Loterij   |

| Départs          | Équipe 2019        |
| ---------------- | ------------------ |
| Lars Bak         | Dimension Data     |
| Jens Debusschere | Katusha-Alpecin    |
| André Greipel    | Arkea-Samsic       |
| Moreno Hofland   | EF Education First |
| James Shaw       |                    |
| Marcel Sieberg   | Bahrain-Merida     |

## Coureurs et encadrement technique

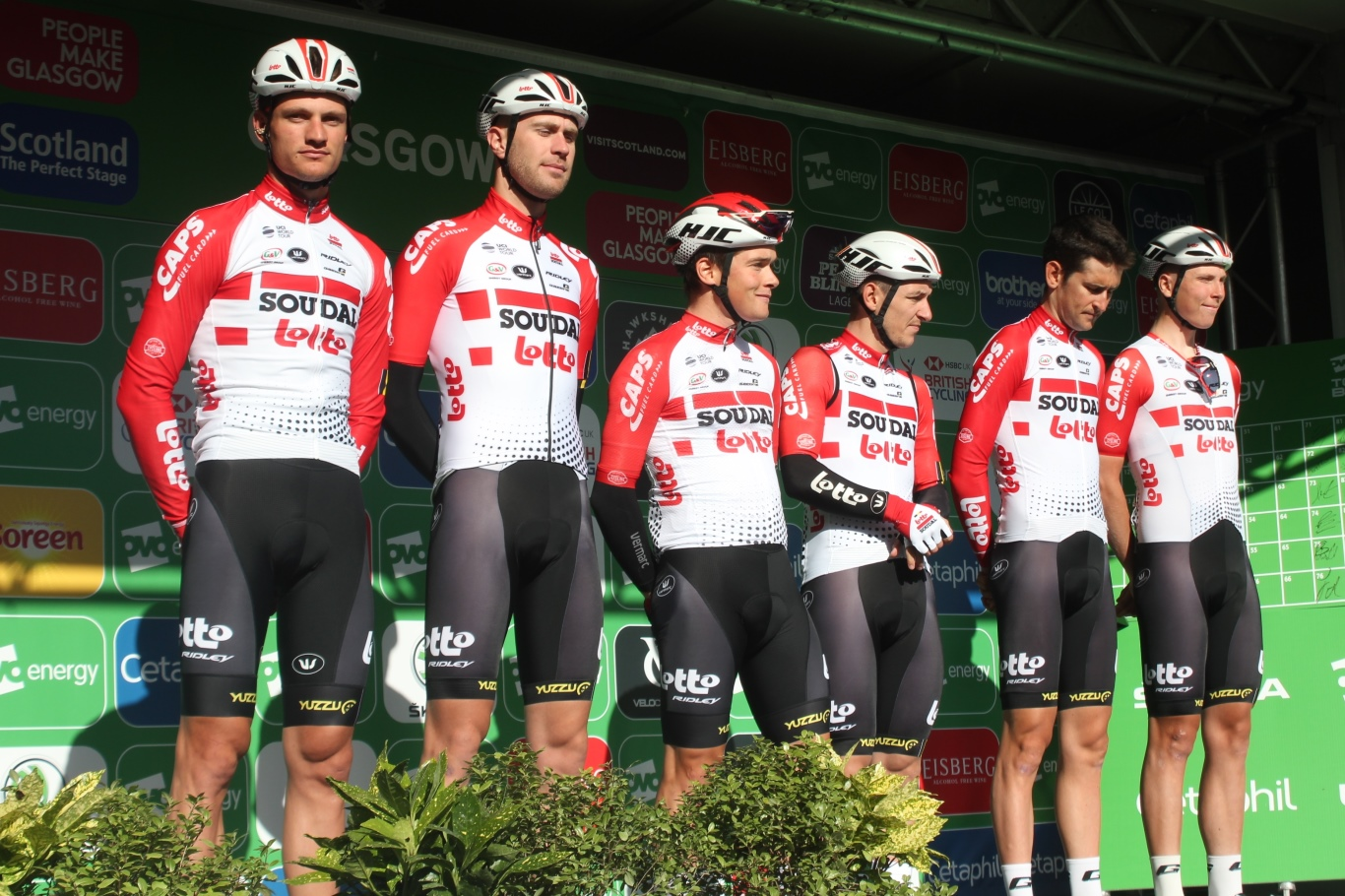
L'équipe Lotto-Soudal au départ de la première étape du Tour de Grande-Bretagne en septembre 2019.

### Effectif
| Cycliste              | Date de naissance | Nationalité | Équipe 2018                   |  |
| --------------------- | ----------------- | ----------- | ----------------------------- |  |
| Sander Armée          | 10 décembre 1985  | Belgique    | Lotto-Soudal                  |  |
| Tiesj Benoot          | 11 mars 1994      | Belgique    | Lotto-Soudal                  |  |
| Adam Blythe           | 1er octobre 1989  | Royaume-Uni | Aqua Blue Sport               |  |
| Rasmus Byriel Iversen | 16 septembre 1997 | Danemark    | General Store Bottoli Zardini |  |
| Victor Campenaerts    | 28 octobre 1991   | Belgique    | Lotto-Soudal                  |  |
| Jasper De Buyst       | 24 novembre 1993  | Belgique    | Lotto-Soudal                  |  |
| Thomas De Gendt       | 6 novembre 1986   | Belgique    | Lotto-Soudal                  |  |
| Stan Dewulf           | 20 décembre 1997  | Belgique    | Lotto-Soudal U23              |  |
| Caleb Ewan            | 11 juillet 1994   | Australie   | Mitchelton-Scott              |  |
| Frederik Frison       | 28 juillet 1992   | Belgique    | Lotto-Soudal                  |  |
| Carl Fredrik Hagen    | 26 septembre 1991 | Norvège     | Joker-Icopal                  |  |
| Adam Hansen           | 11 mai 1981       | Australie   | Lotto-Soudal                  |  |
| Jens Keukeleire       | 23 novembre 1988  | Belgique    | Lotto-Soudal                  |  |
| Roger Kluge           | 5 février 1986    | Allemagne   | Mitchelton-Scott              |  |
| Bjorg Lambrecht       | 2 avril 1997      | Belgique    | Lotto-Soudal                  |  |
| Nikolas Maes          | 9 avril 1986      | Belgique    | Lotto-Soudal                  |  |
| Tomasz Marczyński     | 6 mars 1984       | Pologne     | Lotto-Soudal                  |  |
| Rémy Mertz            | 17 juillet 1995   | Belgique    | Lotto-Soudal                  |  |
| Maxime Monfort        | 14 janvier 1983   | Belgique    | Lotto-Soudal                  |  |
| Lawrence Naesen       | 28 août 1992      | Belgique    | Lotto-Soudal                  |  |
| Gerben Thijssen       | 21 juin 1998      | Belgique    | Lotto-Soudal U23              |  |
| Tosh Van der Sande    | 28 novembre 1990  | Belgique    | Lotto-Soudal                  |  |
| Brian van Goethem     | 16 avril 1991     | Pays-Bas    | Roompot-Nederlandse Loterij   |  |
| Brent Van Moer        | 12 janvier 1998   | Belgique    | Lotto-Soudal U23              |  |
| Jelle Vanendert       | 19 février 1985   | Belgique    | Lotto-Soudal                  |  |
| Jelle Wallays         | 11 mai 1989       | Belgique    | Lotto-Soudal                  |  |
| Tim Wellens           | 15 mai 1991       | Belgique    | Lotto-Soudal                  |  |
| Enzo Wouters          | 21 mars 1996      | Belgique    | Lotto-Soudal                  |  |

### Encadrement
John Lelangue est le nouveau manager général de l'équipe Lotto-Soudal. Il remplace l'agent Paul De Geyter, arrivé en début d'année 2018 et qui n'a donc effectué qu'une saison à la tête de l'équipe. Kevin De Weert, sélectionneur de l'équipe nationale belge de 2016 à 2018, est recruté en tant que responsable de la performance. Marc Sergeant, toujours manager sportif, « prend les décisions sportives sur les courses », assisté des directeurs sportifs Mario Aerts, Herman Frison, Bart Leysen, Kurt Van de Wouwer, Marc Wauters et Frederik Willems,.

## Bilan de la saison

### Victoires
| Date       | Course                           | Pays                | Classe | Vainqueur          |
| ---------- | -------------------------------- | ------------------- | ------ | ------------------ |
| 02/02/2019 | Trofeo de Tramuntana Soller-Deia | Espagne             | 1.1    | Tim Wellens        |
| 20/02/2019 | 1re étape du Tour d'Andalousie   | Espagne             | 2.HC   | Tim Wellens        |
| 22/02/2019 | 3e étape du Tour d'Andalousie    | Espagne             | 2.HC   | Tim Wellens        |
| 27/02/2019 | 4e étape de l'UAE Tour           | Émirats arabes unis | 2.UWT  | Caleb Ewan         |
| 19/03/2019 | 7e étape de Tirreno-Adriatico    | Italie              | 2.UWT  | Victor Campenaerts |
| 25/03/2019 | 1re étape du Tour de Catalogne   | Espagne             | 2.UWT  | Thomas De Gendt    |
| 19/04/2019 | 4e étape du Tour de Turquie      | Turquie             | 2.UWT  | Caleb Ewan         |
| 21/04/2019 | 6e étape du Tour de Turquie      | Turquie             | 2.UWT  | Caleb Ewan         |
| 18/05/2019 | 8e étape du Tour d'Italie        | Italie              | 2.UWT  | Caleb Ewan         |
| 22/05/2019 | 11e étape du Tour d'Italie       | Italie              | 2.UWT  | Caleb Ewan         |
| 14/06/2019 | 3e étape du Tour de Belgique     | Belgique            | 2.HC   | Tim Wellens        |
| 15/06/2019 | 4e étape du Tour de Belgique     | Belgique            | 2.HC   | Victor Campenaerts |
| 23/06/2019 | 4e étape du ZLM Tour             | Pays-Bas            | 2.1    | Caleb Ewan         |
| 13/07/2019 | 8e étape du Tour de France       | France              | 2.UWT  | Thomas De Gendt    |
| 17/07/2019 | 11e étape du Tour de France      | France              | 2.UWT  | Caleb Ewan         |
| 23/07/2019 | 16e étape du Tour de France      | France              | 2.UWT  | Caleb Ewan         |
| 28/07/2019 | 21e étape du Tour de France      | France              | 2.UWT  | Caleb Ewan         |
| 31/07/2019 | 5e étape du Tour de Wallonie     | Belgique            | 2.HC   | Tosh Van der Sande |
| 15/08/2019 | 4e étape du BinckBank Tour       | Belgique            | 2.UWT  | Tim Wellens        |
| 21/08/2019 | 1re étape du Tour du Danemark    | Danemark            | 2.HC   | Tiesj Benoot       |
| 24/08/2019 | 4e étape du Tour du Danemark     | Danemark            | 2.HC   | Jasper De Buyst    |
| 07/09/2019 | Brussels Cycling Classic         | Belgique            | 1.HC   | Caleb Ewan         |
| 13/10/2019 | Paris-Tours                      | France              | 1.HC   | Jelle Wallays      |

### Résultats sur les courses majeures
Les tableaux suivants représentent les résultats de l'équipe dans les principales courses du calendrier international (les cinq classiques majeures et les trois grands tours). Pour chaque épreuve est indiqué le meilleur coureur de l'équipe, son classement ainsi que les accessits obtenus par Lotto-Soudal sur les courses de trois semaines.

#### Classiques
| Classique            | Milan-San Remo   | Tour des Flandres | Paris-Roubaix         | Liège-Bastogne-Liège | Tour de Lombardie  |
| -------------------- | ---------------- | ----------------- | --------------------- | -------------------- | ------------------ |
| Coureur (classement) | Caleb Ewan (29e) | Tiesj Benoot (9e) | Jens Keukeleire (29e) | Tim Wellens (11e)    | Tiesj Benoot (24e) |

#### Grands tours
| Grand tour           | Tour d'Italie                    | Tour de France                                        | Tour d'Espagne          |
| -------------------- | -------------------------------- | ----------------------------------------------------- | ----------------------- |
| Coureur (classement) | Thomas De Gendt (51e)            | Tiesj Benoot (59e)                                    | Carl Fredrik Hagen (8e) |
| Accessits            | 2 victoires d'étape (Caleb Ewan) | 4 victoires d'étape (Thomas De Gendt, Caleb Ewan (3)) | -                       |